# Sidengult ängsmott
Sidengult ängsmott (Paratalanta hyalinalis) är en fjärilsart som först beskrevs av Jacob Hübner 1796.  Sidengult ängsmott ingår i släktet Paratalanta, och familjen mott. Enligt den finländska rödlistan är arten starkt hotad i Finland. Enligt den svenska rödlistan är arten nära hotad i Sverige. Arten förekommer i Götaland, Gotland, Öland, Svealand och Nedre Norrland. Artens livsmiljö är lundskogar.

## Bildgalleri

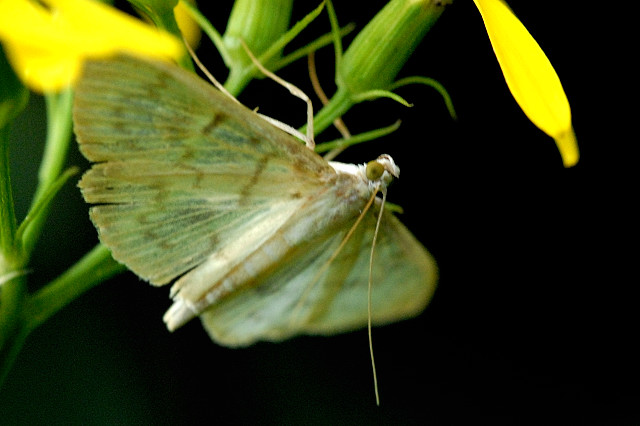